# Mercedes-Benz W 152
Der Mercedes-Benz W 152, genannt Typ G5, war ein Geländewagen, den Daimler-Benz für militärische und zivile Zwecke von 1937 bis 1941 baute. Er war eine Weiterentwicklung des erfolglosen Typs 170 VL der über die Baureihen Mercedes-Benz W 139 und Mercedes-Benz W 149 als Geländeroadster an den Prüfungen teilnahm. Um das lukrative Geschäft mit der Aufrüstung der Wehrmacht erweitern zu können, unternahm das Werk noch diesen dritten Versuch.

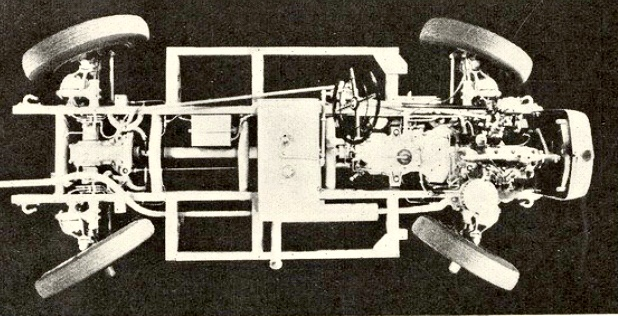
Mercedes-Benz W 152 Chassis

Der Radstand des Wagens wurde gegenüber dem Vorgänger um 5 mm vergrößert und beträgt 2530 mm. Die Frontpartie mit dem senkrecht stehenden Kühlergrill wurde geringfügig modernisiert. Der Wagen erhielt den seitengesteuerten Vierzylinder-Reihenmotor des Typs 200 V mit einem Hubraum von 2006 cm³, einer Verdichtung von 6,5 : 1 und einer Leistung von 45 PS (33 kW) bei 3700/min. Der Motor entwickelt ein maximales Drehmoment von 125 Nm (12,8 mkp) bei einer Drehzahl von 1800/min. Ein unsynchronisiertes Fünfganggetriebe leitet die Kraft an alle vier Räder weiter. Neu waren die drei Sperrdifferentiale an beiden Achsen und in der Kardanwelle. Die Allradlenkung mit an der Hinterachse abschaltbarer Lenkung wurde vom Vorgängertyp übernommen. Die Hinterräder hängen an einer schraubengefederten Pendelachse. Die Vorderachse bekam Doppelquerlenker mit Schraubenfedern. Alle vier Räder haben hydraulisch betätigte Bremsen.
Die Höchstgeschwindigkeit im Normalbetrieb beträgt 85 km/h; bei Einsatz der Allradlenkung sind es 30 km/h. Der um über 600 kg schwerere Wagen ermöglicht allerdings nur noch 270 kg Zuladung statt 500 kg wie bei den Vorgängern. Während der zehnten Dreitage-Mittelgebirgsfahrt im Jahr 1938 errang ein Fahrer mit dem G5 eine Goldmedaille.
Das Heereswaffenamt zeigte erneut kein Interesse. Daher entschloss sich Daimler-Benz, den Wagen im Oktober 1938 auf der British International Motor Show im Londoner Earls Court Exhibition Centre der Öffentlichkeit vorzustellen. Neben dem offenen Kübelwagenaufbau gab es noch einen Kübelwagen mit vier einfachen Türen und Verdeck für den Einsatz bei der Polizei und ähnlichen Behörden und einen „Kolonial- und Jagdwagen“ mit vier normalen, an der B-Säule angeschlagenen Türen, Seitenscheiben und einem gefütterten, tropensicheren Verdeck.
In drei Jahren wurden 378 Stück abgesetzt, fast alle im Ausland.

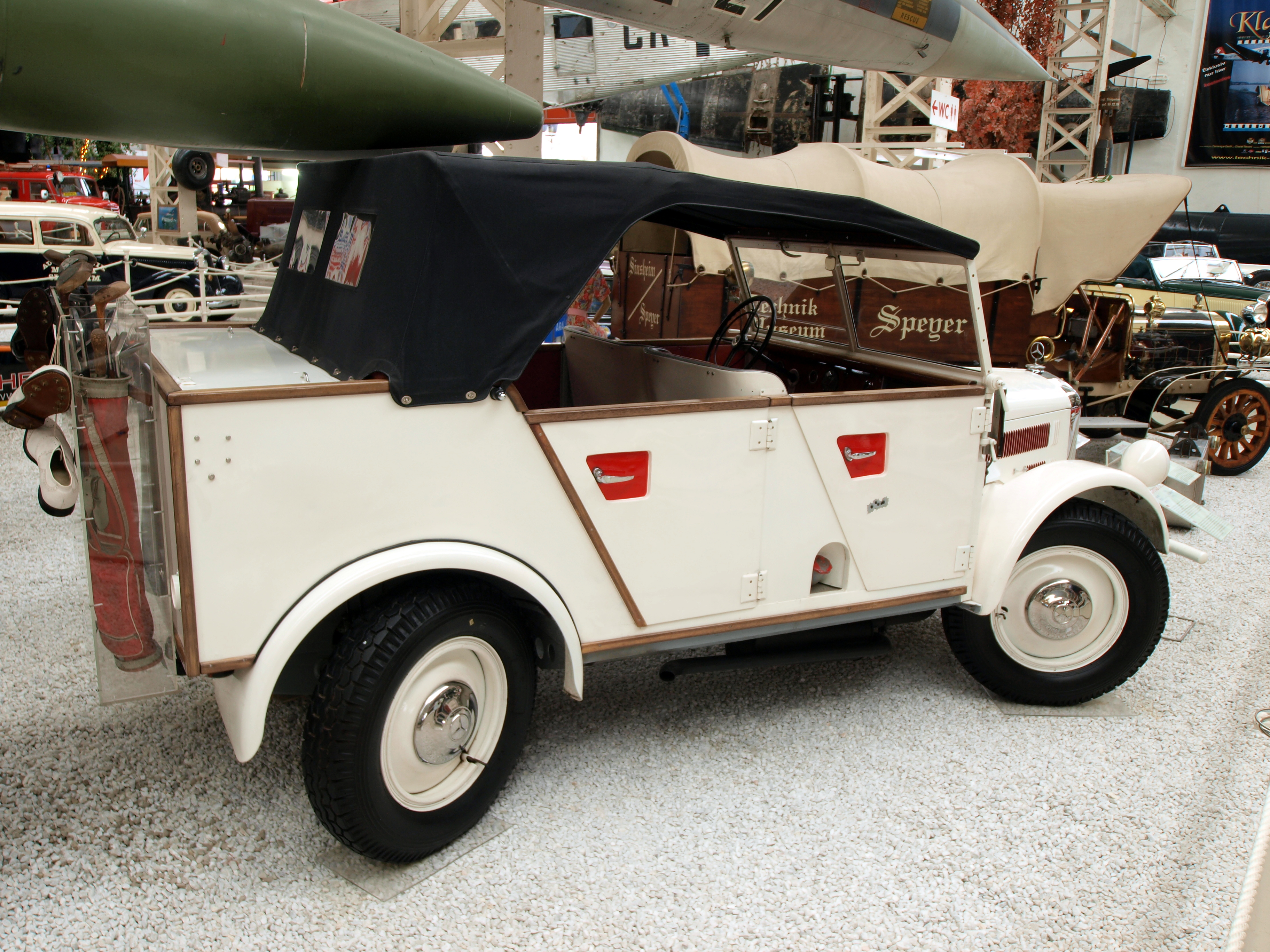
Mercedes-Benz G5 Kübelwagen

Neben den vorbeschriebenen, wenig erfolgreichen Modellen des Unternehmens kam es mit der Baureihe Mercedes-Benz W 142 und den Typen 320 WK sowie 340 WK doch noch zu nennenswerten Lieferungen von Kübelwagen an die Wehrmacht.